# Сметпорт (Пенсилванија)
Сметпорт (енгл. Smethport) град је у америчкој савезној држави Пенсилванија.

## Демографија
По попису из 2010. године број становника је 1.655, што је 29 (-1,7%) становника мање него 2000. године.
| Група             | 2000.         | 2010.         |
| Белци             | 1.660 (98,6%) | 1.614 (97,5%) |
| Афроамериканци    | 9 (0,5%)      | 0 (0,0%)      |
| Азијати           | 1 (0,1%)      | 9 (0,5%)      |
| Хиспаноамериканци | 10 (0,6%)     | 23 (1,4%)     |
| Укупно            | 1.684         | 1.655         |